# Thomas G. Winner
Thomas Gustav Winner (3. května 1917 Praha – 20. dubna 2004 Cambridge (Massachusetts)) byl americký slavista a sémiotik původem z Prahy.

## Činnost
Na Brownově univerzitě ve státě Rhode Island založil první sémiotické středisko v USA.
Byl také uznávaným odborníkem na literaturu Antona Pavloviče Čechova a proponent tartusko-moskevské sémiotické školz.